# Rumex simpliciflorus
Rumex simpliciflorus é uma espécie de planta com flor pertencente à família Polygonaceae. 
A autoridade científica da espécie é Murb., tendo sido publicada em Act. Univ. Lund. xxxv. Afd. II. no. 3 11. 1899.

## Portugal
Trata-se de uma espécie presente no território português, nomeadamente os seguintes táxones infraespecíficos:
- Rumex simpliciflorus subsp. maderensis - presente no Arquipélago da Madeira. Em termos de naturalidade é endémica da região atrás referida. Não se encontra protegida por legislação portuguesa ou da Comunidade Europeia.